# 諾德韋鎮區 (愛荷華州泰勒縣)
諾德韋鎮區（英語：Nodaway Township）是位於美國愛荷華州泰勒縣的一個行政鎮區。

## 地方資料
根據2010年美國人口普查的數據，諾德韋鎮區的面積為93.00平方千米，當中陸地面積為92.90平方千米，而水域面積為0.10平方千米。當地共有人口133人，而人口密度為每平方千米1.43人。